# Lya Berger
Lya Berger és una escriptora francesa, nascuda a Châteauroux (França) l'any 1877 i morta a París a l'agost de l'any 1941.

## Biografia
Originària de la Picardia, pel seu pare, i de la Lorena, per la seva mare, Marie-Thérèse-Léone-Julia Berger, que signa les seves obres com a Lya Berger, escriu versos des de la seva infantesa. Cap als vuit anys, Sully Prudhomme l'animà a escriure el pròleg del seu primer recull, Realités et Rêves, l'any 1901. Amb Marguerite Duportal, Émile Trolliet, Aquil·les Paysant, Gustave Zidler, Henri-Allorge, Pierre Billaud, forma part des de l'origen del grup de la Revue des poètes, fundada per Ernest Prévost.
A més de les seves poesies, va escriure llibres de joventut, de romans, de relats de viatge i publica obres crítiques sobre les dones poetes de Bèlgica, dels Països-Baixos i d'Alemanya. Va col·laborar al Mois littéraire et pittoresque, a La Renaissance contemporaine, als Annales politiques et littéraires, als Dimanches littéraires, als Argonautes, a L'Écho littéraire, artistique et scientifique, a L'Écho de Paris, al Lisez-moi bleu i al Censeur.
L'any 1910, Théodore Joran va dedicar la seva obra Els Feministes abans del feminisme « a la Senyoreta Lya Berger, com a testimoni de la profunda i respectuosa amistat ». La Biblioteca nacional de França conserva una documentació sobre els anys 1929-1941 de la vida de Lya Berger en els dossiers biogràfics Boutillier del Retail.
Gaudint d'una bona reputació literària abans de la guerra, la Société des gens de lettres (SGDL) la va homenatjar creant el Premi Lya Berger l'any 1922. També va rebre el premi de Littérature spiritualiste el 1929.
Va succeir Jean Dornis com a presidenta del Denier des Veuves de la Société des Gens de Lettres.

## Publicacions
- Réalités et Rêves, 1901
- Les Pierres sonores ; Ecce homo : poésies 1901-1904, 1905
- En Lorraine, 1907 (Réimpr. 1998)
- Les Sources ardentes, 1908
- Les Femmes poètes de l'Allemagne, 1910
- Les Effigies, 1911
- Les Effigies, poèmes, 1905-1911, 1912
- La Voix des frontières, 1913
- La Germania vaincue, 1914
- En Vacances aux bords du Rhin, 1917
- La Germania vaincue, 1915
- Les Revanches, contes de guerre, 1919
- Du tocsin au 'Te Deum', poèmes, 1914-1918, 1920
- Sur les Routes bretonnes, vers 1920
- Les Femmes poètes de la Hollande, 1922
- Les Femmes poètes de la Belgique, 1925
- C'est l'amour qui gagne, 1926
- C'est l'amour qui gagne ; Cœur de poupée ; Marguerite, 1933
- Le vaste champ du célibat féminin, 1936